# Cork North-West (kiesdistrict)
Cork North West is een kiesdistrict in de Republiek Ierland voor de verkiezingen van Dáil Éireann, het lagerhuis van het Ierse parlement. Het district omvat het platteland in het westen van het graafschap Cork, de enige grotere plaats in het district is Macroom. Het district werd ingesteld in 1980 en deed in 1981 voor het eerst dienst. Het heeft sinds de oprichting steeds 3 zetels gehad die steeds zijn verdeeld tussen Fianna Fáil en Fine Gael, waarbij Fine Gael tot 1997 steeds 2 zetels had.
Bij de verkiezingen in 2007 bleef de zetelverdeling over de partijen gelijk, Fianna Fáil behield zijn 2 zetels, Fine Gael haalde opnieuw 1 zetel. De zittende TD voor Fine Gael verloor zijn zetel echter aan een partijgenoot, waarmee werd aangetoond dat bij het Ierse stelsel van de simple transferable vote de eigen partijgenoten vaak de grootste tegenstanders zijn.
In 2016 verloor Fine Gael een van zijn zetels, die naar Fianna Fáil ging.